# Sentimental (película de 2020)
Sentimental es una película cómica española de 2020 dirigida por Cesc Gay. Es una adaptación de la obra de teatro del mismo autor Los vecinos de arriba.
La película ya ha recaudado 648 622 €.

## Argumento
Julio (Javier Cámara) y Ana (Griselda Siciliani) son una pareja en crisis que pasa el tiempo peleando. Esa noche Ana ha decidido invitar a cenar a sus vecinos de arriba, Salva (Alberto San Juan) y Laura (Belén Cuesta), a pesar de que Julio no tiene buena opinión de ellos y le molesta que hagan demasiado ruido durante sus relaciones sexuales. A lo largo de la noche, se van revelando varios secretos que la pareja no se había contado.

## Crítica
Las críticas han sido positivas. Juan Pando de Fotogramas la describe como "una cinta que seduce con palabras", Oti Rodríguez de ABC dice que "los actores bordan y afilan su alma de cliché" y la página Cineuropa opina que "ha metido en dedo en la llaga de las mezquindades y neurosis que acaban malogrando cualquier tipo de relación".

## Taquilla
La película consiguió recaudar 104 519 € de 115 cines. En su segundo fin de semana, la película ascendió un 11 % para sumar 115 015 € más de 200 cines. En su tercer fin de semana descendió un 45 % para colocarse con 61 756 € de 159 cines. Y en su cuarto fin de semana la película sumó otros 37 733 € de 150 cines.

## Premios y nominaciones
Medallas del Círculo de Escritores Cinematográficos de 2020
| Categoría            | Nominados     | Resultado |
| -------------------- | ------------- | --------- |
| Mejor actor          | Javier Cámara | Nominado  |
| Mejor guion adaptado | Cesc Gay      | Ganador   |

35.ª edición de los Premios Goya del cine español
| Categoría                                   | Nominados          | Resultado |
| ------------------------------------------- | ------------------ | --------- |
| Mejor película                              | Sentimental        | Nominada  |
| Mejor interpretación masculina protagonista | Javier Cámara      | Nominado  |
| Mejor actriz revelación                     | Griselda Siciliani | Nominada  |
| Mejor guion adaptado                        | Cesc Gay           | Nominado  |
| Mejor interpretación masculina de reparto   | Alberto San Juan   | Ganador   |